# 索洛拉

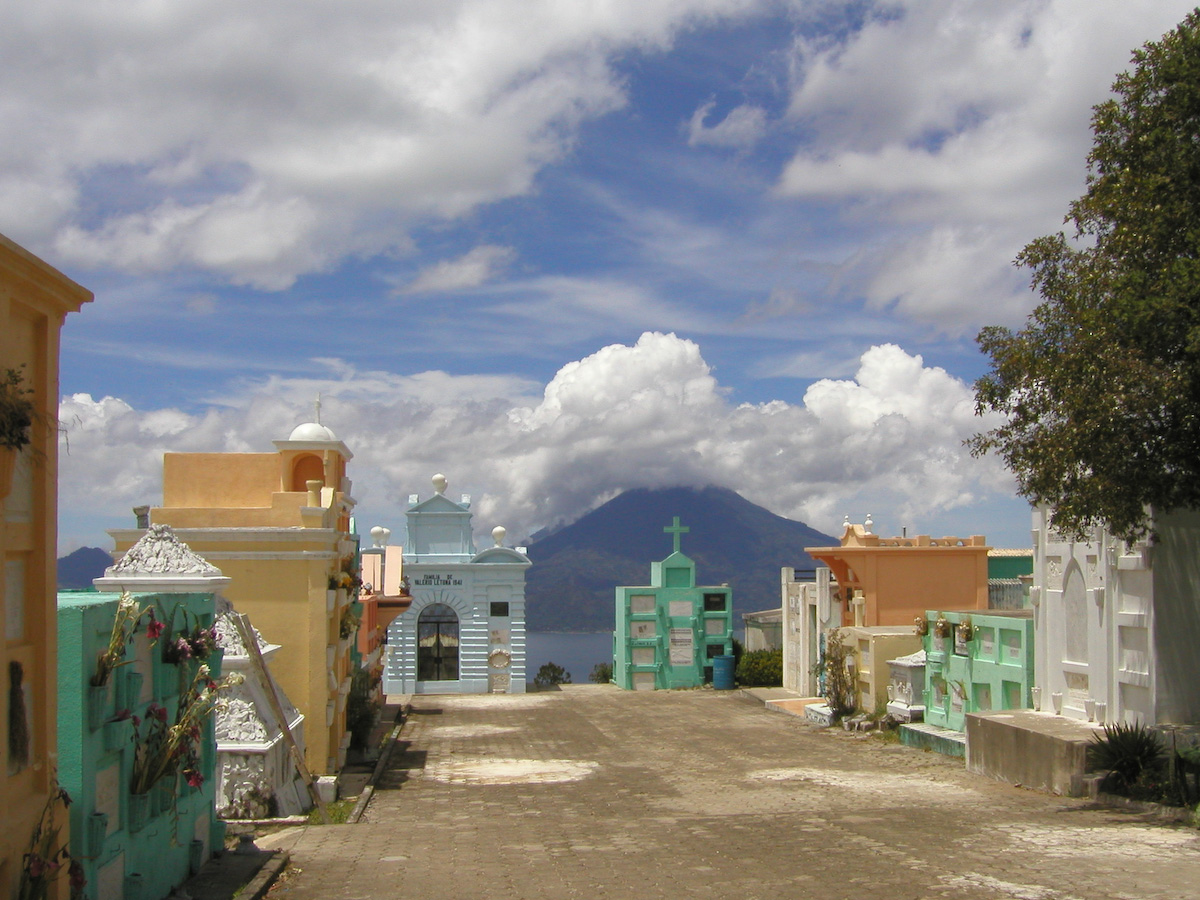

索洛拉（西班牙語：Sololá）是危地馬拉的城市，也是索洛拉省的首府，位於該國西南部，距離首都危地馬拉市140公里，始建於1547年，面積94平方公里，海拔高度2,114米，2002年人口63,973。

## 外部連結
- Club Social y Deportivo Saprissa （页面存档备份，存于）
- Solola market video （页面存档备份，存于）
- Guatemala in pictures

14°46′N 91°11′W / 14.767°N 91.183°W